# 무궁화 꽃은 지지 않았다
《무궁화 꽃은 지지 않았다》는 허경영의 저서다.

## 표지
책의 표지에는 헬멧을 쓰고 무언가 감독하는 듯한 박정희 전 대통령의 사진을 뒤로하는 젊은 시절의 허경영의 모습이 그려져 있다.
초판의 표지에는 아래와 같은 문구들이 적혀 있다.
- 허경영의 미래정치개벽 청사진과 '3000명의 살생부'의 제 1탄(정치지도자, 종교지도자, 언론인, 기업인, 교육자 등)
- '다시는 안속는다. 몽땅 바꾸자'의 이 난세를 구할 예정된 지도자!
- 서적출판사상 1250만부 판매 신기록 도전
- 제2의 박정희! 허경영

## 책 내용

### 사진과 도표
책의 본격적인 내용이 시작되기 전에 책 앞에는 수십 장의 사진과 도표들이 나열되어 있다. 허경영의 젊은 시절의 사진은 물론이며, 허경영과 박정희, 박근혜, 조지 W. 부시(George W. Bush) 등의 인사와의 친분관계를 보여주는 사진들이 다수 실려있다. 이런 사진들에 대해 몇몇 사람들이 합성사진이 아니냐는 의혹을 제기하고 있지만, 허경영은 2007년 12월 28일의 온스타일 박철쇼에 등장하여 합성사진으로 허위사실을 유포한 것이 전혀 아니며, 일부 사진은 해당 동영상을 가지고 있다고 주장하였다.
그 외에는 허경영이 박정희의 정책보좌역으로 박정희에게 건의했다고 주장하는 백록담 폭포, 바이칼호 매입, 도 체계 개편, 국회의원 100명으로 축소, 속초 테마파크 등에 관한 도표, 아시아 연방(United States of Asia) 구상, 박정희가 구입했다는 연해주의 비밀 핵 기지 지도, 허경영의 성장과정, 정치역정이 담긴 사진이 포함되어 있다.

### 추천사
전(前) 민주공화당 당의장이자 현(現) 민족중흥회 회장인 백남억, 박정희의 비서관을 지낸 장국진, 5·16 군사 정변에 참가했으며, 박정희의 수석 경호원이었던 이명화, 한국역술인협회 이사장인 김은신이 추천사를 써 주었다라고 책에 나와있다.

### 박정희 전 대통령의 정책보좌관
책 내용의 대부분은 허경영이 박정희 전 대통령의 정책보좌관으로 활동한 내용을 자서전적으로 기록한 것이다. 허경영이 실제로 박정희의 측근으로 정책결정에 핵심적인 역할을 했는지는 정확하게 밝혀지지 않고 있으나, 허경영의 이런 주장에 대한 특별한 반박 역시 없다.
허경영이 박정희의 정책보좌관이 되는 내용은 4장에 자세하게 기록되어 있다. 이에 따르면 허경영은 양아버지인 이 회장(이병철을 지칭)의 소개로 20살이던 1969년에 박정희를 처음 만나게 된다. 이병철은 박정희에게 허경영이 뛰어난 인물이라고 소개하였으며, 박정희는 이에 흥미를 가지고 허경영과 대화를 나누게 된다. 이때 허경영이 뛰어난 달변으로 박정희가 궁금하던 여러 가지 현안에 대한 답을 해주자 박정희는 허경영을 자신의 특별 정책보좌역으로 삼기로 한다.(99쪽)
이후 허경영은 스스로 박정희의 여러 가지 주요 정책을 건의하였다고 주장한다. 책에서는 연해주의 핵 미사일 기지 구입, 바이칼호 매입, 도 체계를 4도 체계로 개편, 새마을 운동, 방송통신대학 설치, 미국에 대한 독립적 입장 견지 등을 건의한 것으로 나온다. 심지어는 박정희의 자발적인 대통령 하야까지 권고했다고 한다.(270쪽)

### 정치적 비전
박정희가 암살된 이후를 묘사하는 책의 후반부는 주로 허경영의 정치적 비전이 담겨 있다. 2007년 대선의 공약으로 나왔던 65세 이상 노인의 건국공로수당, 입시교육 대폭 개혁, 모병제 실시, 세제 개혁 등은 물론이고, 기타 여러 가지 허경영식 개혁정책이 소개되어 있다. 아울러 74장에는 "사회의 부정부패와 부조리"에 대한 "근원과 치유책"으로 제시된 '3000명의 살생부'라는 혁명 시나리오가 간략하게 소개되어 있다.
책은 허경영이 "나쁜 국민은 없다. 나쁜 지도자가 있을 뿐이다."라는 말과 함께 자신에 대한 지지를 호소하며 끝난다.

### 부록
허경영은 책의 말미에 위와 같은 자신의 실체에 대해 궁금해할 독자를 위한 부록인 〈제 2의 박정희로 부상하는 허경영! 그는 누구인가?〉를 수록하였다.
부록에는 허경영의 어린시절의 생각, 1997년 대선 출마 때의 언론 보도와 당시의 공약들, 허경영의 정치혁명 시나리오, 허경영의 지지자들이 보내온 편지들, '허씨 대통령'을 암시하는 각종 예언들이 수록되어 있다.

## 출판
《무궁화 꽃은 지지 않았다》의 초판은 2000년 1월 1일에 도서출판 한강사에서 발행되었다. (ISBN 899525680X)